# Сыга III
Сыга III — деревня в Кезском районе Удмуртской республики.

## География
Находится в северо-восточной части Удмуртии на расстоянии приблизительно 7 км на запад по прямой от районного центра поселка Кез.

## История
Известна с 1873 года как деревня Сыгинская (Дологурт, Шор-гурт и Язгурт) с 77 дворами. В 1905 году (уже Сыга 3-я или Язьгурт) учтено 53 двора, в 1924, в 1920 — 68 (62 удмуртских и 6 русских), в 1924 — 59. До 2021 года входила в состав Сосновоборского сельского поселения.

## Население
Постоянное население составляло 692 человека (1873), 422 (1905), 354 (1924), 91 человек в 2002 году (удмурты 81 %), 66 в 2012.